# Dikaio
Dikaios of Dikeos (Grieks: Δίκαιος, volledige naam Δημοτική ενότητα Δικαίου /dimotiki enótita dikéoe/) is een deelgemeente van de gemeente Kos op het Griekse eiland Kos. De naam van de deelgemeente is afkomstig van de gelijknamige bergrug, waar het gebied overigens niet mee samenvalt (de bergrug Dikeos strekt zich verder naar het westen uit, terwijl de administratieve eenheid ook een vlakker gebied in het noorden omvat). Met een oppervlakte van circa 63 km² beslaat de deelgemeente ongeveer 20% van het eiland. 
Tot 2010 was Dikaios een zelfstandige gemeente. De hoofdplaats van de gemeente was Zipari. Bij de gemeentelijke herindeling van 2010-2011 is de gemeente opgeheven, het gebied is nu onderdeel van de enige gemeente op het eiland en heeft geen eigen bestuur meer. Het is verdeeld over twee bestuurlijke gemeenschappen: Asfendiou (het grootste, oostelijke deel) en Pyli (incl. Marmari).
Bij de volkstelling in 2001 telde de gemeente 6094 inwoners, dit was tien jaar later toegenomen tot 7130
inwoners. Zipari en  Pyli zijn verreweg de grootste plaatsen. Andere noemenswaardige plaatsen zijn de badplaatsen Marmari en Tigaki, de bergdorpen Asfendiou en Zia en Linopotis op de vlakte ten westen van Zipari.